# Euproctis paraleuca
Euproctis paraleuca är en fjärilsart som beskrevs av Collenette 1947. Euproctis paraleuca ingår i släktet Euproctis och familjen tofsspinnare. Inga underarter finns listade i Catalogue of Life.